# Johannes Bock
Johannes Carl Bock, född 2 oktober 1867, död 8 januari 1953, var en dansk farmakolog.
Bock blev medicine doktor 1895, och professor i farmakologi vid Köpenhamns universitet 1900. 
Bocks vetenskapliga arbeten behandlar huvudsakligen farmakologisk undersökningsteknik.

## Utmärkelser
- Riddare av Dannebrogorden,  1909[2]
- Dannebrogsmännens hederstecken,  1920[2]
- Kommendör av Dannebrogorden,  1923[2]

[Redigera Wikidata]